# Jour J (film, 2017)
Pour les articles homonymes, voir Jour J (homonymie).
Pour plus de détails, voir Fiche technique et Distribution.
Jour J est un film français réalisé par Reem Kherici, sorti en 2017.

## Synopsis
À l'occasion d'une infidélité amoureuse de son compagnon Mathias, Alexia découvre une carte de visite au nom de Juliette, une organisatrice de mariage. L'idée vient à Alexia de se marier avec Mathias, qui va donc vivre l'organisation de ce mariage auprès de sa maîtresse.

## Fiche technique
Sauf indication contraire, les informations mentionnées dans cette section peuvent être confirmées par la base de données cinématographiques IMDb,  présente dans la section « Liens externes ».
- Titre : Jour J
- Réalisation : Reem Kherici
- Producteurs : Éric et Nicolas Altmayer
- Directeur de production : Pascal Roussel
- Scénario : Stéphane Kazandjian et Reem Kherici, avec l'aide de Philippe Lacheau
- Photographie : Pierre-Hugues Galien
- Chef décorateur : Yves Fournier
- Effets spéciaux : Georges Demétrau, Max Garnier et Charles-Axel Vollard
- Supervision musicale : Varda Kakon et Marie Sabbah
- Société de production : Mandarin Cinéma
- Société de distribution : Gaumont (France)
- Pays d'origine :  France
- Format : couleur
- Langue : français
- Genre : comédie[1]
- Durée : 94 minutes
- Date de sortie : 
  -  France : 26 avril 2017

## Distribution
Sauf indication contraire, les informations mentionnées dans cette section peuvent être confirmées par la base de données cinématographiques Allociné,  présente dans la section « Liens externes ».
- Reem Kherici : Juliette
- Nicolas Duvauchelle : Mathias
- Sylvie Testud : Clarisse, amie et associée de Juliette
- Julia Piaton : Alexia, fiancée de Mathias
- François-Xavier Demaison : Ben, ami de Mathias
- Chantal Lauby : Marie, mère de Juliette, alcoolique
- Lionnel Astier : Gérard, père d'Alexia
- Ève Saint-Louis : Lucie
- Victoria Monfort : Johanna
- Amélie Fonlupt : Anna
- Paloma Coquant : Sara
- Tom Leeb : Gabriel, vigneron, amant ponctuel de Juliette
- Philippe Lacheau et Stéphane Rousseau : les futurs mariés homosexuels
- Arsène Mosca : le prêtre
- Michel Muller : le policier, déguisé en grenouille à la soirée
- Shirley Bousquet : la maîtresse d'école, quand Juliette était jeune
- Julien Arruti : le collègue de Mathias
- Lucienne Moreau : la vieille dame dans l'ascenseur
- Xavier Pincemin : le cuisinier du mariage

## Production
Le tournage débute en juillet 2016.

## Musique
Sauf indication contraire ou complémentaire, les informations mentionnées dans cette section proviennent du générique de fin de l'œuvre audiovisuelle présentée ici.
- Wild Thing par The Troggs.
- The Way You Look at Me par A. Jee.
- Losin' control de Les Vegas, Ray Dean et Steve Sidwell.
- Saturday night, sunday morning.
- Ooh La La (en) par Goldfrapp.
- You are the One par Angelo Powers.
- Le lien SNCF de Michaël Boumendil.
- Ooby Dooby par Roy Orbison.
- Flowers and Flares de Michel Roche.
- Ave Maria.
- Le Lo lay de Argenis Pena et Phil McArthur.
- Let's go crazy d'Erazoff.
- Together par Audrey Botbol.
- Live par Audrey Botbol.
- Something to dream de Louise Dowd et Wayne Anthony Murray.
- Baby you oughta know par Stephen Lang.
- Marche nuptiale de Felix Mendelssohn.
- Roses par The Chainsmokers.
- Symphonie no 8 de Ludwig van Beethoven.
- She's the One d'Andrew Peter Kingslow et Laura Sara Dowling.

## Plagiat
Le 19 décembre 2018, une vidéo de la chaîne YouTube CopyComic diffuse la scène d'introduction du film, plagiée d'une vidéo de Dana C. McLendon III ainsi que d'un extrait de la série américaine How I Met Your Mother. Néanmoins, CopyComic tient à préciser dans la vidéo, que ce plagiat ne vient pas des comédiens du film, mais bien des scénaristes. Selon certains commentaires sous la vidéo, Stéphane Kazandjian serait l'auteur de ce plagiat, puisqu'il avait également scénarisé le film Pattaya, et certaines scènes de ce film étaient déjà plagiées sur des sketchs de Malik Bentalha.
Egalement plagiat du film Un mariage trop parfait avec Jennifer Lopez et Matthew McConaughey.